# 複合武器
複合武器とは、近接武器と遠隔武器のように運用上は別に使用されるものを組み合わせた武器である。

## 例

### ピストルソード
ピストルソード（英語：Pistol sword)とは、拳銃と剣を組み合わせた武器である。射撃から斬り合いへ即座に移行できるよう開発されたものや、怪我をしたイノシシにトドメを刺すため開発されたものもある。製造やメンテナンスにコストと労力がかかり、振り回すのにも射撃の安定性でもバランスが悪く、打撃後には歪んでピストルとして使えなくなる可能性があるため廃れた。時代に関わらず軍用でも民間でも製造を試みる人が多く、現代に至っても様々なバリエーションが開発される。
例
- 試製拳銃付軍刀

### コンビネーション・ガン
コンビネーション・ガンとは、ショットガンとライフル銃など種類の異なる火器を組み合わせた銃である。狩猟用や空軍パイロットなどのサバイバル用途で開発された。
例
- TP-82 - ソビエト連邦製のコンビネーション・ガン。宇宙飛行士が着陸後のサバイバルを生き残るため、上側砲身から信号弾や散弾、下側砲身から5.45x39mm弾が撃て、銃床が鉈になっている。
- ザウエル&ゾーンM30ルフトヴァッフェ・ドリリング - 第二次世界大戦中のドイツ空軍が北アフリカで墜落した飛行士の狩猟と自衛のために装備されたコンビネーションガン
- M6エアクルー・サバイバル・ウェポン（英語版） - アメリカ空軍のコンビネーションガン。スプリングフィールド・アーモリー社、イタリアのキアッパ・ファイアアームズでも生産された。

### その他
- アパッチ・リボルバー - ギャングが拳銃とメリケンサックやナイフを合体させた。
- 道火桿 - 大砲に着火するための火縄が付いた棒（槍）。この装備に銃が付いたものもある[5]。
- ガンシールド（英語版） - ヘンリー8世のボディーガードは丸い鉄盾に銃が付いたものを装備した。
- 斧とピストルを組み合わせた武器は、16-18世紀までポーランド騎兵のトレードマークであった。
- スペツナズ・ナイフ、NRS ナイフ型消音拳銃 - ロシアの特殊部隊用ナイフに単発の拳銃を組み込んだもの。英語圏では、バリスティック・ナイフという種類となる。
- ランタン・シールド - 剣と盾とランタンを組み合わせた武器
- Tarch（イタリア語版） - 盾と小手を組み合わせた装備
- パタ - 小手と剣を組み合わせた武器
- Maduvu（英語版） - インドの鹿の角と盾を組み合わせた武器

## ギャラリー

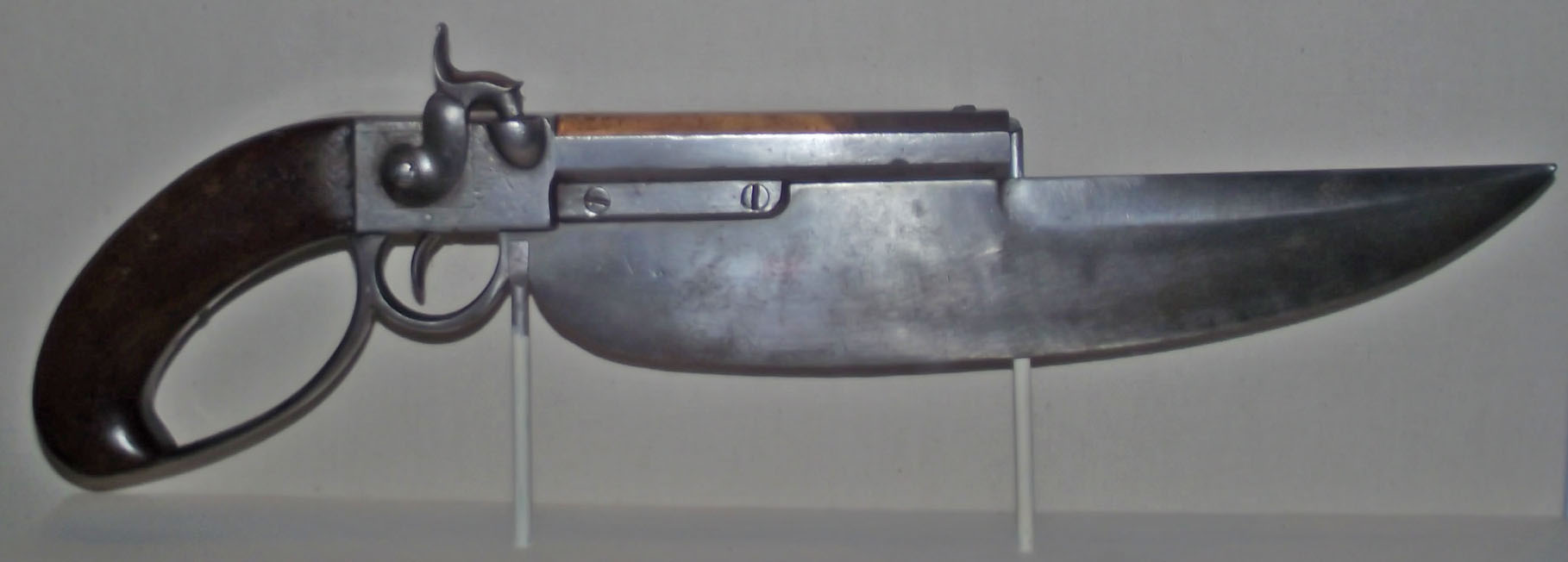
1837年にアメリカ海軍が開発した Elgin cutlass pistol
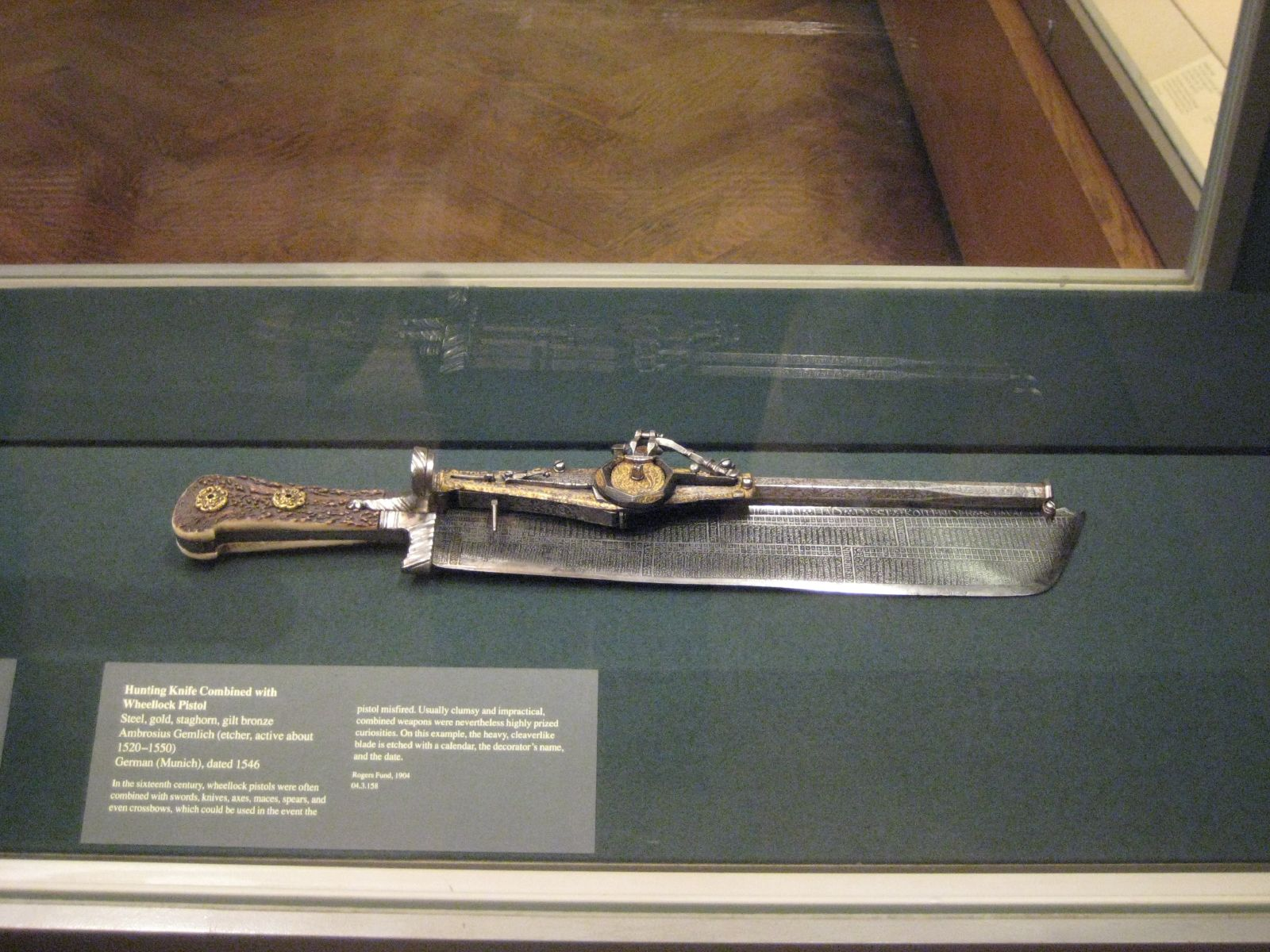
1546年に作られた狩猟用のピストルナイフ
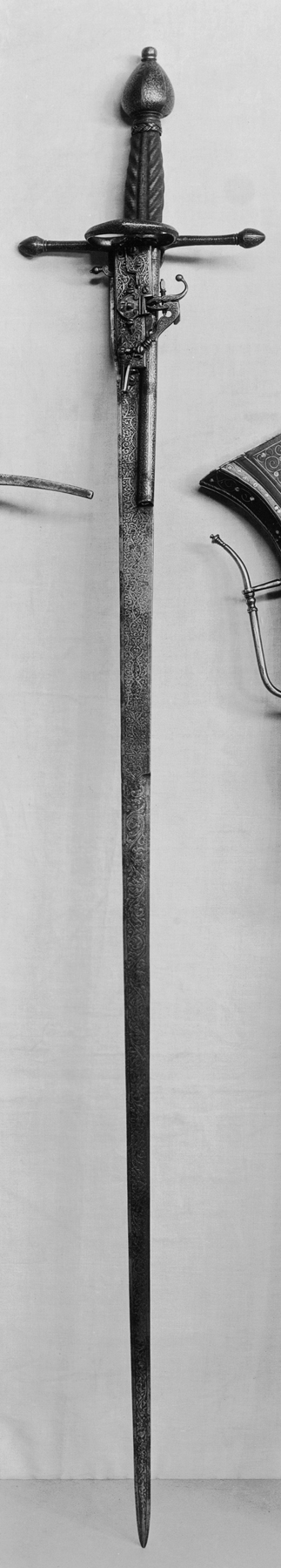
German sword pistol, 1580s.
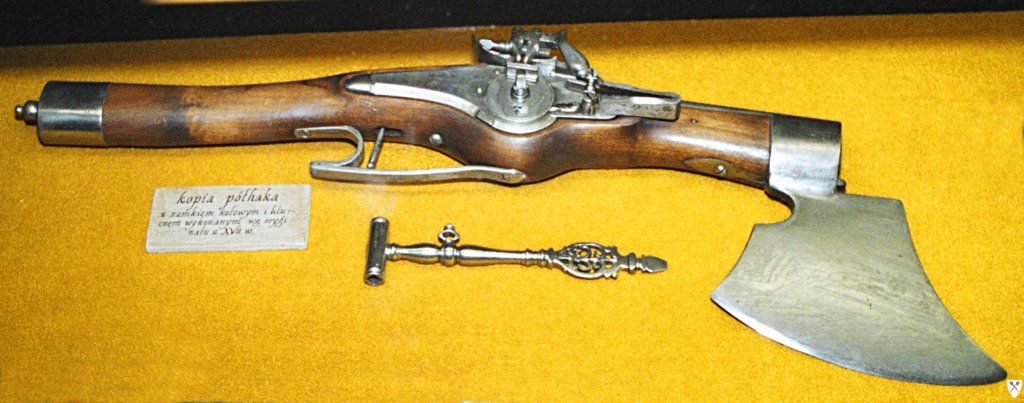
ポーランド騎兵の斧付きピストル
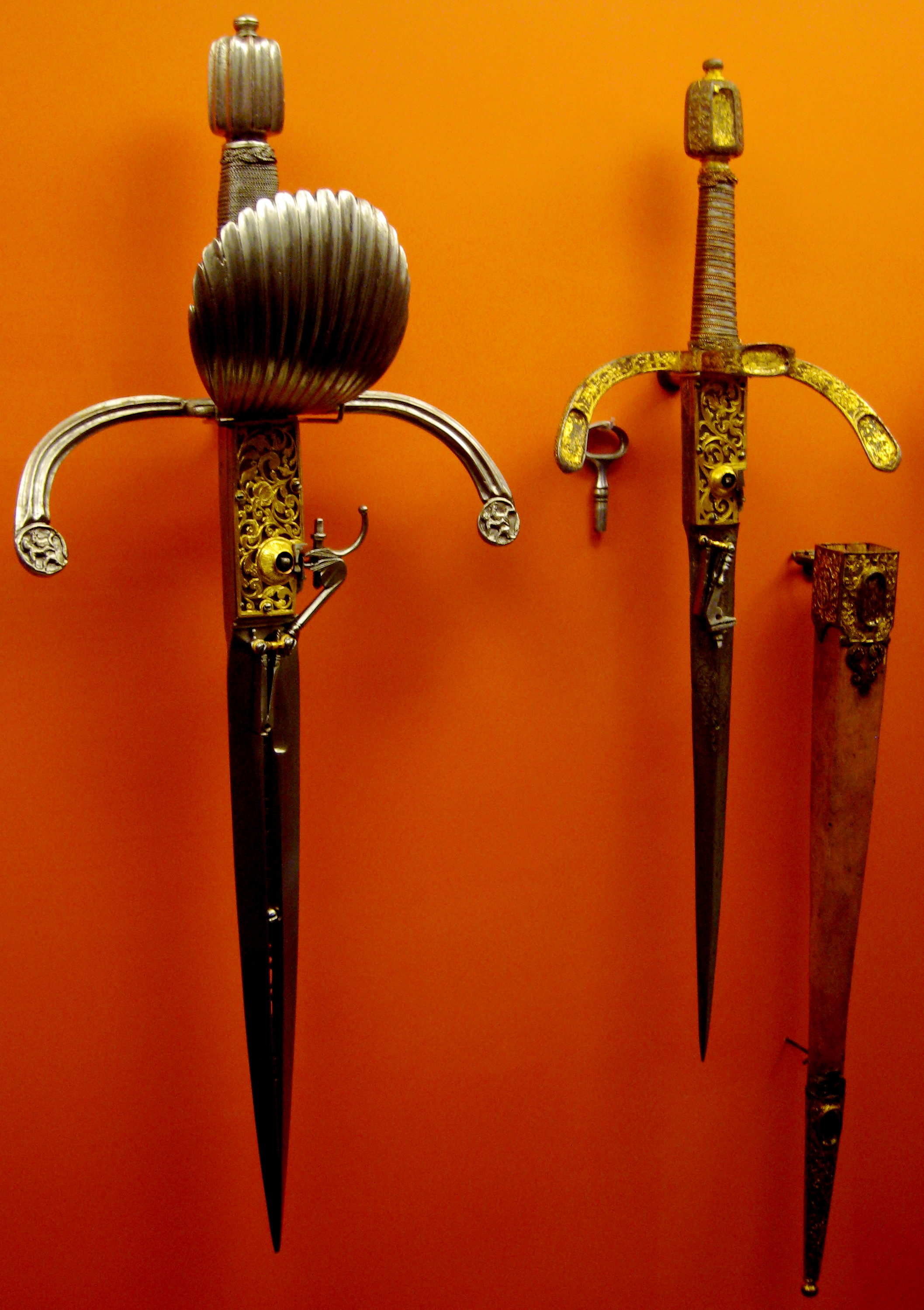
German knife pistol, 1600s.
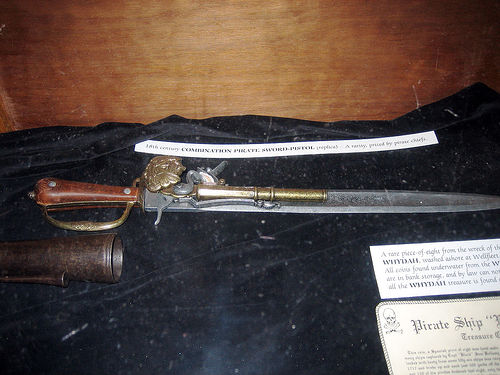
Replica of an 18th-century pistol cutlass.
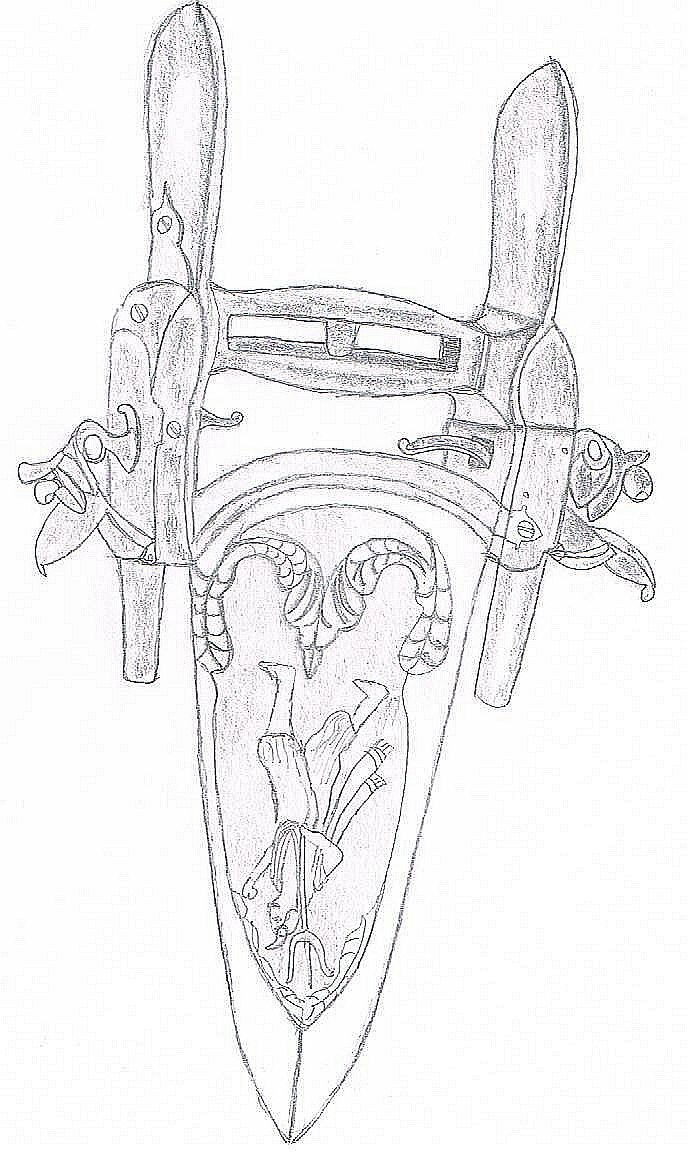
インドのピストル付きのカタール
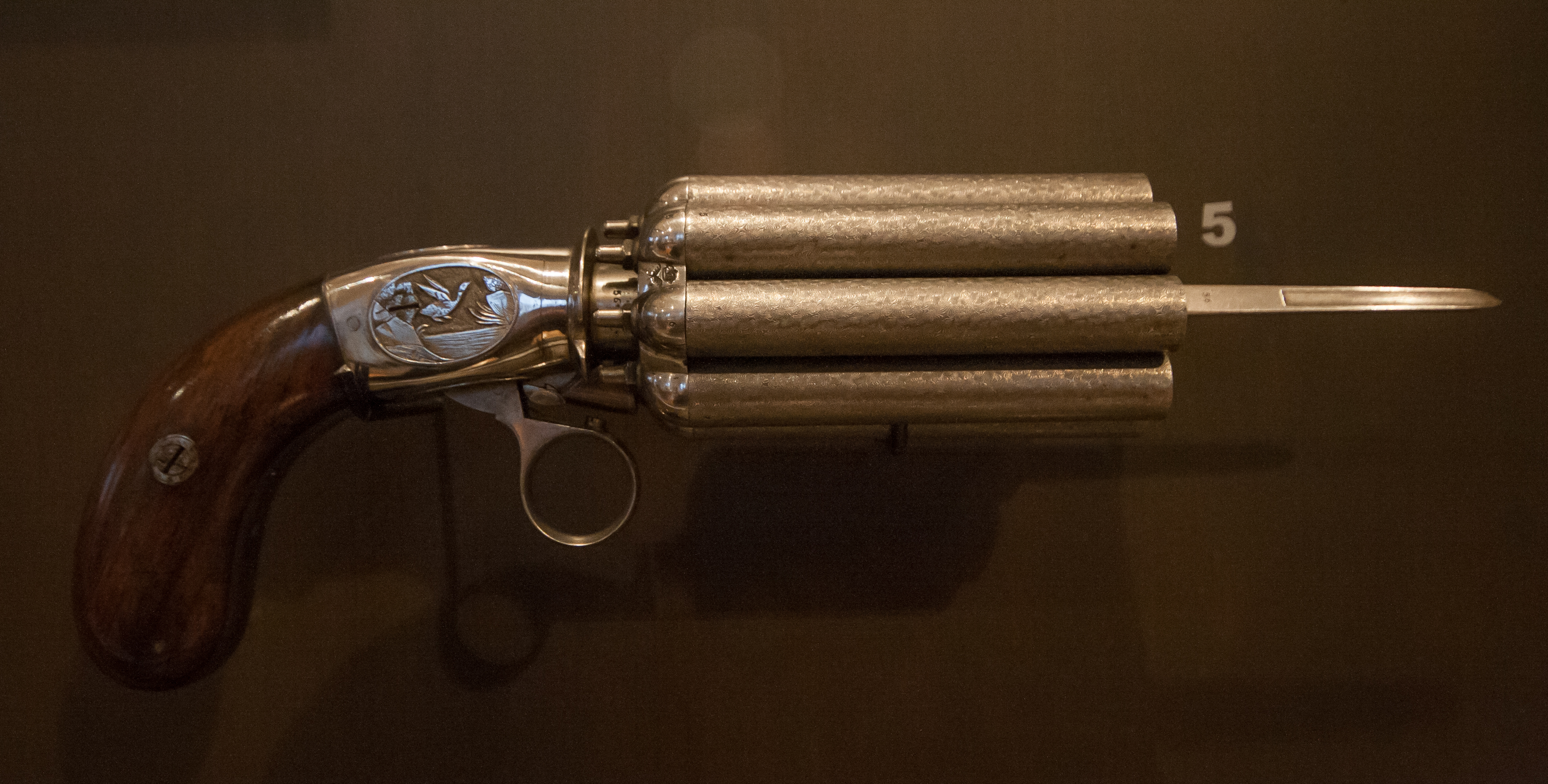
1850年代にベルギーで製造されたナイフが付いたペッパーボックスピストル
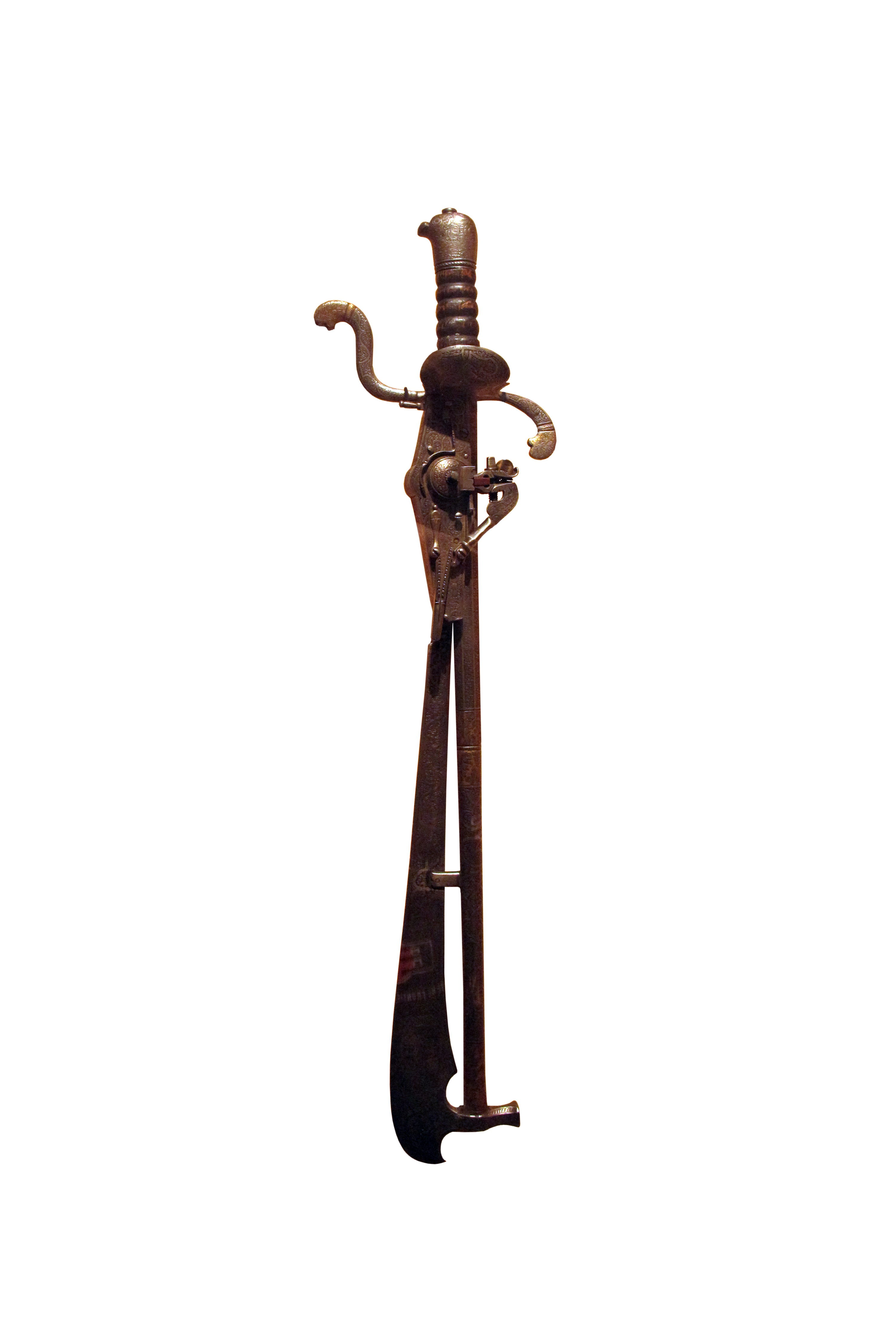
1580年ごろにモデナ公爵のためにドイツで作られたファルシオンと銃の組み合わせ武器
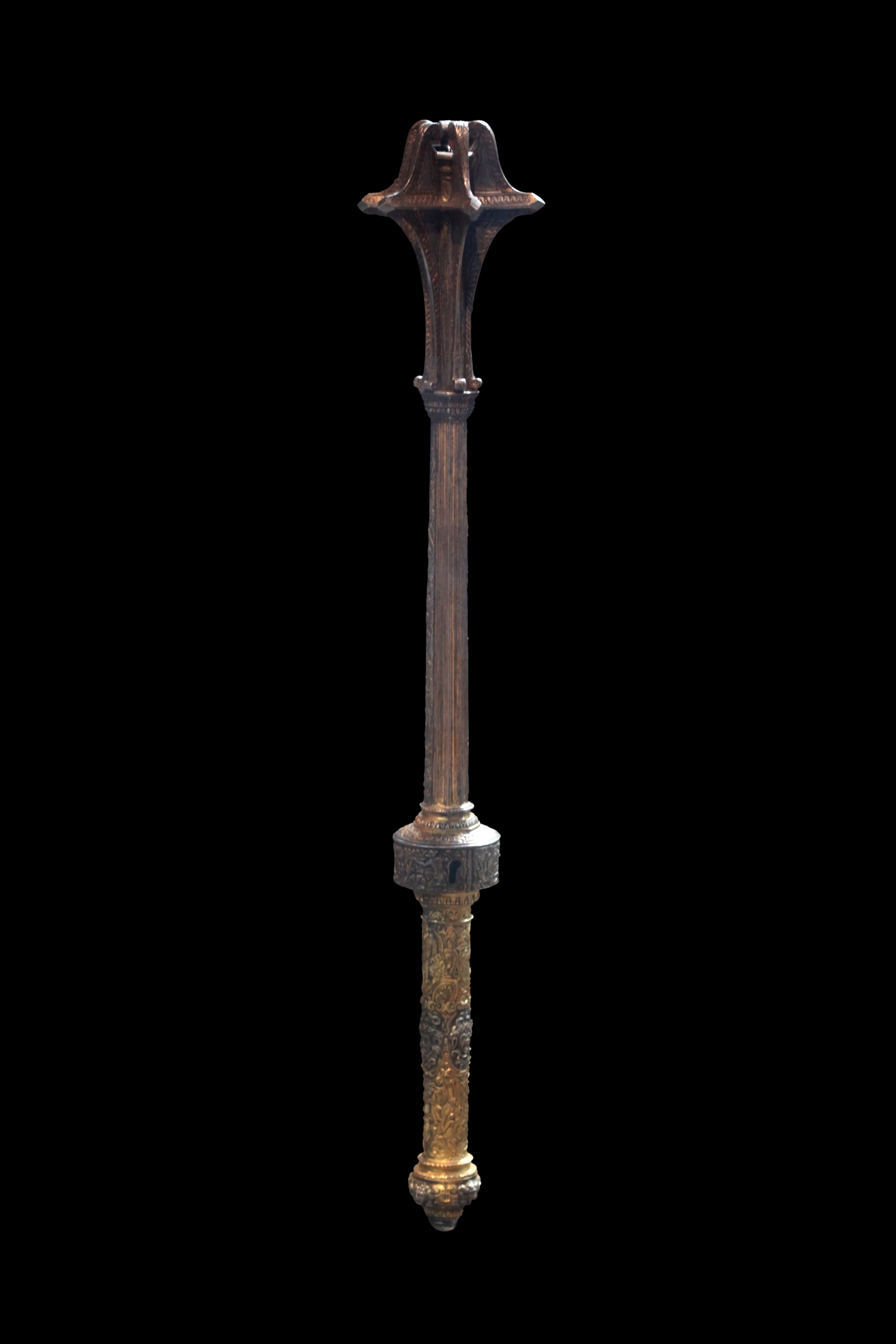
メイスピストル
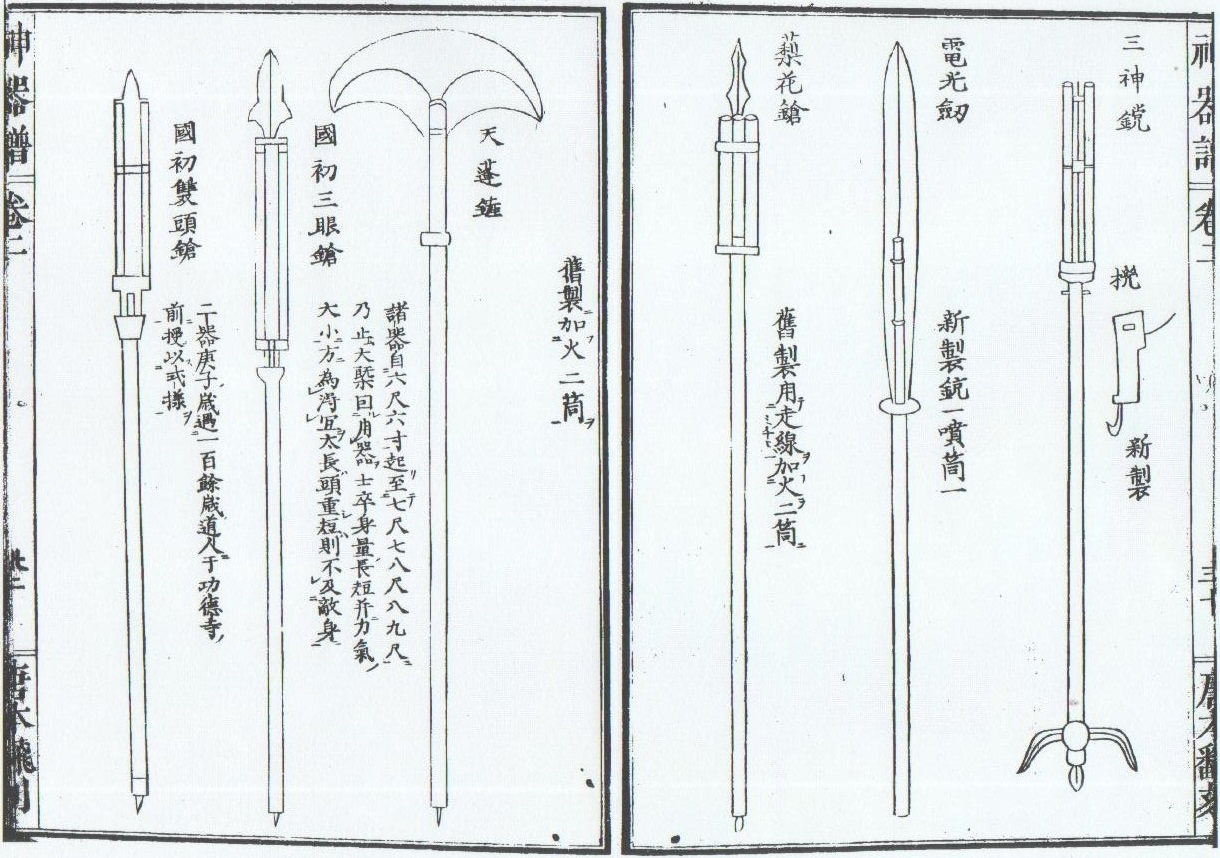
中国明代の神器譜から
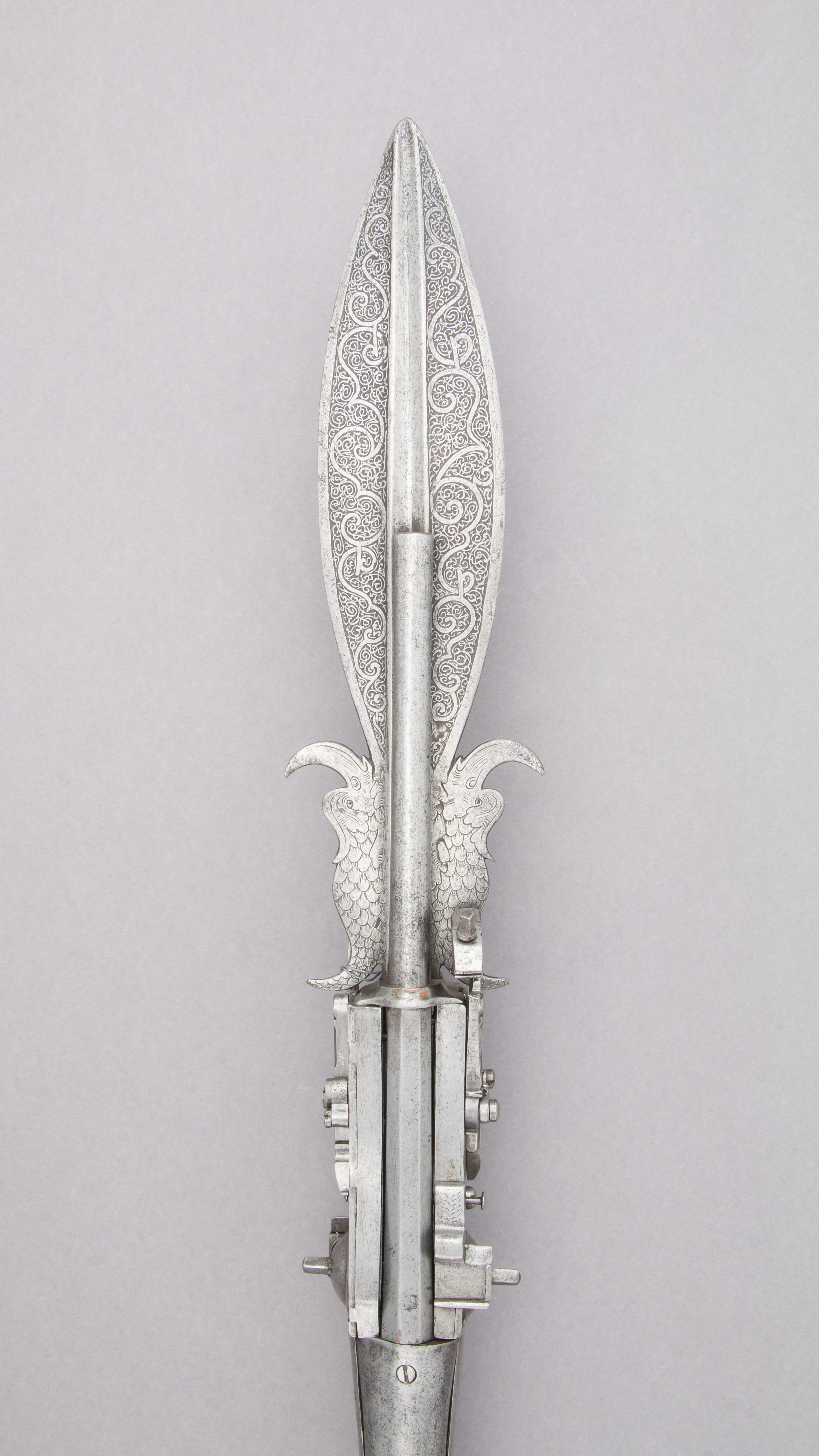
ダブルバレルホイールロックピストル付きボアランス（en）
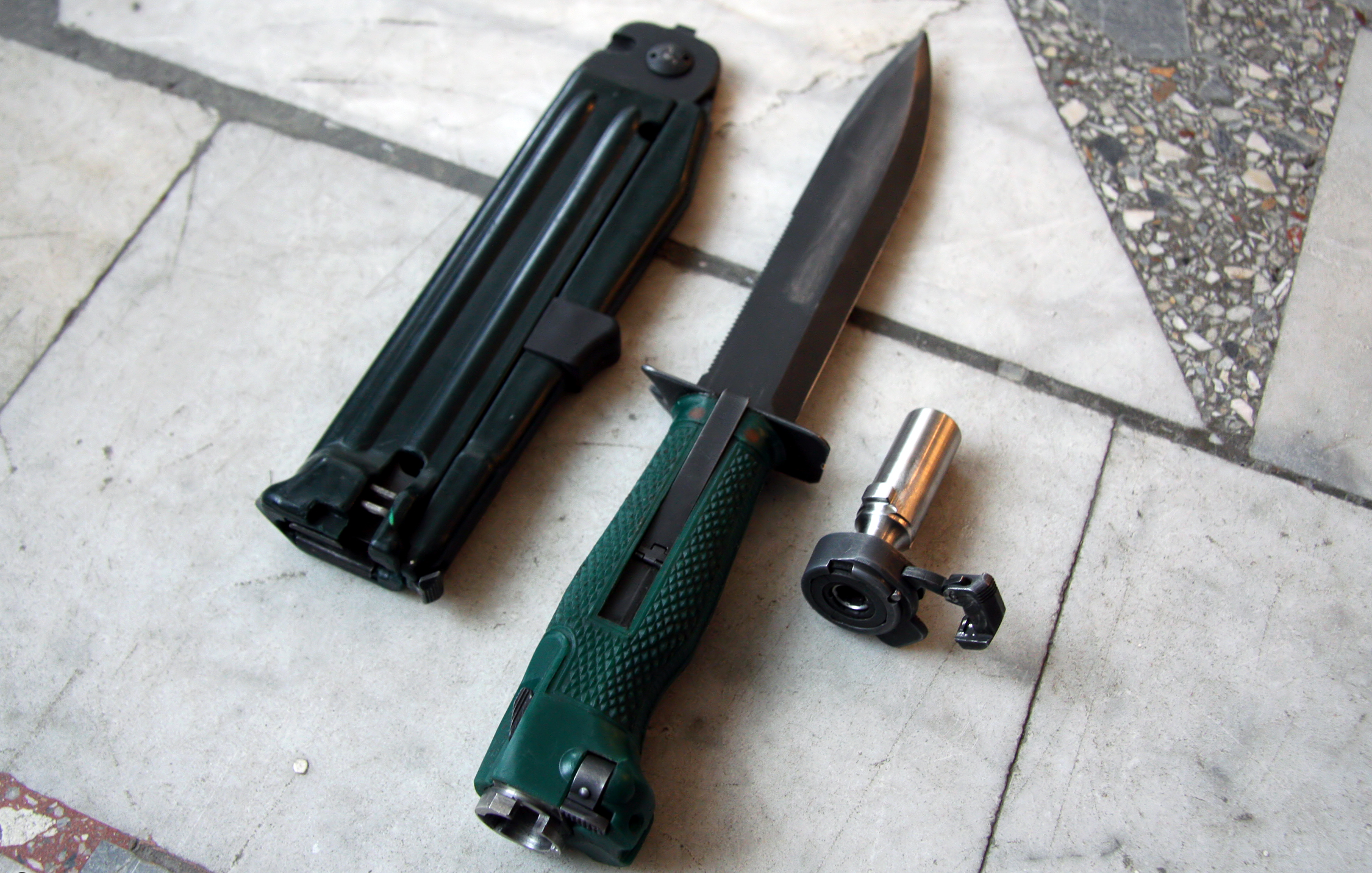
NRS-2 ナイフ型消音拳銃